# CSKA Moskva (kvindehåndbold)
HBC CSKA Moskva (russisk: HBC ЦСКА Москва), er en kvindehåndboldklub fra Moskva, Rusland. Klubben blev grundlagt i 2019 og har rumænske Florentin Pera som cheftræner, samt den tidligere russiske landsholdspiller Olga Akopjan som assistenttræner.

## Klubbens historie
CSKA Moskva blev grundlagt i 2019. Projektet havde stor opbakning fra Ruslands håndboldforbund og man øgede derved antallet af hold i ligaen fra elleve til tolv, fra sæsonstart 2019/20. Holdets første cheftræner var danske Jan Leslie, der tidligere havde erfaring fra russisk håndbold i form af storklubben og konkurrent Rostov-Don. Anføreren blev den russiske landsholdstjerne Darja Dmitrijeva, der var bare en af mange stjerner der tilsluttede sig hovedstadsklubben. Sabina Jacobsen, Polina Vedekhina og Chana Masson var andre navne værd at nævne. 
På grund af Coronaviruspandemien sluttede 2019/20-sæsonen tidligt, og CSKA blev tildelt tredjepladsen i den russiske superliga. I august 2020 besejrede klubben ligarivalen Rostov-Don med 26-29, i den russiske Super Cup. Den danske landsholdstreg Kathrine Heindahl, skiftede i sommeren 2020 til klubben.
Danske Jan Leslie blev i marts 2021, afskediget fra sin stilling og assistenttræneren Olga Akopjan overtog. Akopjan var dermed med til at sikre klubbens første russiske mesterskab i 2021. Derudover kvalificerede holdet sig til Final Four-turneringen i EHF Champions League 2020-21, i klubbens første sæson i turneringen. Holdet blev nummer 4. I juli 2021 blev den rumænske succestræner Florentin Pera, ansat som ny cheftræner for holdet.

## Resultater
- Russisk Superliga: 
  - Vinder (1): 2021
  - Bronze (1): 2020
- Russiske Pokalturnering:
  - Finalist (1): 2020
- Russiske Super Cup:
  - Finalist (2): 2020, 2021
- EHF Champions League:
  - Semifinalist: 2021

## Spillertruppen 2021-22
| Nr. | Navn                      | Nationalitet   | Alder                      | Position     |
| --- | ------------------------- | -------------- | -------------------------- | ------------ |
| 3   | Polina Gorsjkova          | Rusland        | 22. juli 1989 (36 år)      | Venstre fløj |
| 8   | Elena Mikhajlitsjenko     | Rusland        | 14. september 2001 (23 år) | Venstre back |
| 10  | Viktorija Shamanovskaja   | Hviderusland   | 8. august 1993 (32 år)     | Stregspiller |
| 14  | Polina Vedekhina          | Rusland        | 6. januar 1994 (31 år)     | Venstre back |
| 15  | Marina Sudakova           | Rusland        | 17. februar 1989 (36 år)   | Højre fløj   |
| 19  | Julija Markova            | Rusland        | 10. august 1996 (29 år)    | Venstre fløj |
| 21  | Anna Sedojkina            | Rusland        | 1. august 1984 (41 år)     | Målvogter    |
| 23  | Natalia Sjigirinova       | Rusland        | 2. maj 1988 (37 år)        | Playmaker    |
| 25  | Karina Sabirova           | Rusland        | 23. marts 1998 (27 år)     | Venstre back |
| 33  | Jekaterina Ilina          | Rusland        | 7. marts 1991 (34 år)      | Playmaker    |
| 39  | Antonina Skorobogattjenko | Rusland        | 14. februar 1999 (26 år)   | Højre back   |
| 67  | Anastasija Illarionova    | Rusland        | 28. marts 1999 (26 år)     | Stregspiller |
| 72  | Dragana Cvijić            | Serbien        | 15. marts 1990 (35 år)     | Stregspiller |
| 91  | Sara Ristovska            | Nordmakedonien | 9. september 1996 (28 år)  | Højre fløj   |
| 99  | Polina Kaplina            | Rusland        | 16. august 1999 (25 år)    | Målvogter    |

### Tranfers
| Tyskland | Meike Schmelzer - Hentet i CS Gloria Bistrița-Năsăud |
| Rusland  | Kira Trusova - Hentet i CS Măgura Cisnădie           |

| Danmark   | Kathrine Heindahl - Skifter til Team Esbjerg |
| Serbien   | Dragana Cvijić - Skifter til Ferencváros TC  |
| Slovenien | Ana Gros                                     |

### Trænerteam
Trænerteamet i sæsonen 2021-22
- Cheftræner:  Florentin Pera
- Assistenttræner:  Olga Akopjan
- Målvogtertræner:  Ljubov Aleksandrovna Korotneva
- Fysisk træner:  Elena Mihaylovna Efimova
- Holdlæge:  Vladislav Vasilievich Dolgasjev
- Massør:  Sergej Gennadievich Kozlov

### Tidligere spillere
- Viktorija Zjilinskajte (2019–2020)
- Jana Zjilinskajte (2019–2020)
- Olga Gorsjenina (2019–2021)
- Elena Utkina (2019–2020)
- Anna Bogdasjeva (2019-2020)
- Valentina Gontjarova (2019-2020)
- Ekaterina Lubjanaja (2019-2020)
- Ksenia Petjinina (2019-2020)
- Elena Portjagina (2019-2020)
- Chana Masson (2019–2021)
- Sabina Jacobsen (2019–2021)
- Darja Dmitrijeva (2019-2021)

### Trænerhistorik
- Jan Leslie (2019-2021)
- Olga Akopjan (2021) (midl.)
- Florentin Pera (2021-)